# Claire Coutinho
Claire Coryl Julia Coutinho (Londra, 8 luglio 1985) è una politica britannica, membro del Partito Conservatore.

## Biografia
Nata a Londra l'8 luglio 1985, i suoi genitori, entrambi medici di religione cristiana, emigrarono dall'India alla fine degli anni '70, più precisamente dallo stato federato di Goa. Claire Coutinho studia e si laurea in matematica e filosofia presso l'Exeter College di Oxford.

### Carriera politica
Dopo aver lavorato per diversi anni all'interno di banche d'investimento, come Merrill Lynch, lavora all'interno di alcuni gruppi di riflessione politicamente di centrodestra, come il Centre for Social Justice fondato dal politico Iain Duncan Smith. Dopodiché diventa direttrice del programma per il gruppo industriale Housing and Finance creato dalla politica Natalie Elphicke, mentre nel 2017 lavora all'interno della rete di società indipendenti KPMG.
Successivamente lascia l'azienda e diviene consigliera speciale del dipartimento governativo del Tesoro. Inizialmente lavora per segretario parlamentare al Tesoro Julian Smith, divenendo poi assistente del segretario capo del Tesoro Rishi Sunak.
Nel 2019 viene selezionata come candidata ufficiale per il Partito Conservatore per il collegio di East Surrey alle elezioni generali dello stesso anno. Viene eletta con una maggioranza del 40,3%. Il suo predecessore in parlamento, Sam Gyimah, era precedentemente uscito dal Partito Conservatore per entrare in quello dei Liberal Democratici.
Successivamente, nel 2020, Claire Coutinho viene nominata segretaria privata parlamentare al Tesoro e si unisce al comitato consultivo del gruppo di riflessione di centrodestra Onward. Lascia quest'incarico nel luglio del 2022 in segno di protesta contro la guida del primo ministro Boris Johnson, appoggiando Rishi Sunak alle elezioni interne del Partito Conservatore del settembre dello stesso anno.
Claire Coutinho diviene poi sottosegretaria di Stato parlamentare per le persone con disabilità, la famiglia e il benessere, rimanendo in carica fino al 28 ottobre 2022 nel governo di Liz Truss. In seguito rimane sottosegretaria, diventando però titolare del dipartimento dell'infanzia, della famiglia e del benessere.
Il 31 agosto 2023 lascia l'incarico di sottosegretaria per diventare segretaria di Stato per la sicurezza energetica ed il net zero, sostituendo Grant Shapps, nel frattempo divenuto segretario per la difesa. È stata la prima dei parlamentari eletti nel 2019 e la più giovane (38 anni al momento dell'insediamento) ad entrare nel governo.
Il 15 settembre 2023 presta giuramento come membro del Consiglio privato di Sua Maestà.
Nel luglio 2024 Claire Coutinho si dimette, assieme al suo governo, a seguito della sconfitta dei conservatori alle elezioni generali. Candidata in queste anche in Parlamento, risulta rieletta.

### Posizioni politiche

#### Uscita del Regno Unito dall'Unione europea
Al referendum per la permanenza del Regno Unito all'interno dell'Unione europea, Claire Coutinho ha affermato di aver votato a favore dell'uscita.